# 诺姆·尼散
诺姆·尼散（希伯來語：‎；1961年6月20日—）是一位以色列计算机科学家。

## 生平
1984年毕业于耶路撒冷希伯来大学，1988年在理查德·卡普指导下拿到加州大学伯克利分校博士学位，在麻省理工学院攻读博士后。1990年返回母校耶路撒冷希伯来大学担任计算机科学教授。他为人所知的研究主要是计算复杂性理论和算法博弈论。